# Stefan Potocki (Starost von Nischyn)

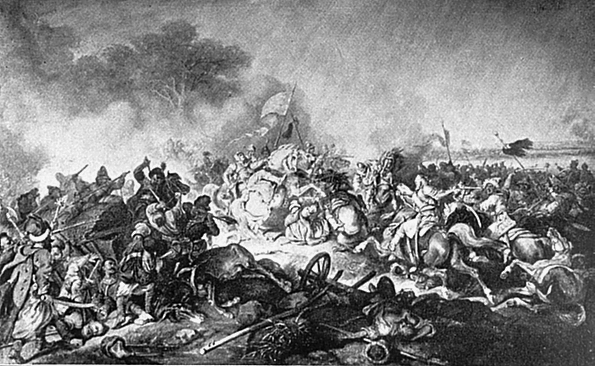
Juliusz Kossak 1855: Der Tod von Stefan Potocki bei Schowti Wody

Stefan Potocki (* um 1624; † 19. Mai 1648) war ein polnischer Adeliger, Starost von Nischyn und Heerführer.

## Biografie
Stefan Potocki entstammte der polnischen Magnatenfamilie Potocki und war der Sohn des Hetman Mikołaj Potocki und dessen Frau Sophia Firlej.
Stefan Potocki kommandierte die polnisch-litauischen Truppen in der Schlacht bei Schowti Wody zu Beginn des Chmelnyzkyj-Aufstandes gegen die verbündeten Truppen der Saporoger Kosaken unter Bohdan Chmelnyzkyj und der Krimtataren unter Tuhaj Bej.
Er starb durch Wundbrand infolge einer schweren Schussverletzung an der linken Hand, drei Tage nachdem er in der Schlacht bei Schowti Wody in tatarische Kriegsgefangenschaft geraten war, am 19. Mai 1648.

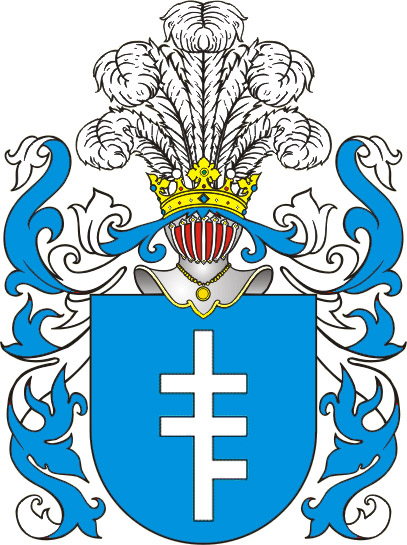
Wappen der Potockis